# Tachycixius canariensis
Tachycixius canariensis är en insektsart som beskrevs av Lindberg 1954. Tachycixius canariensis ingår i släktet Tachycixius och familjen kilstritar.
Artens utbredningsområde är Spanien. Inga underarter finns listade i Catalogue of Life.